# Encephalartos laurentianus
Encephalartos laurentianus es una especie de Cycadopsida del género Encephalartos, de la familia Zamiaceae, del orden Cycadales.

## Distribución
Encephalartos laurentianus se distribuye por Angola, Democratic Republic of Congo.

## Taxonomía
Fue descrita científicamente por De Wild. Fue publicado por primera vez en De Wild. In: Ann. Mus. Congo Belge, Bot. sér. 5, 1(1): 10, t. 25. (1903).